# Швецов, Виктор Борисович
Ви́ктор Бори́сович Швецо́в (род. 22 июня 1969, Одесса) — футбольный арбитр. Категорию ФИФА получил в 2008 году.

## Карьера
Судейской карьерой Виктор Швецов начал заниматься в 1991 году. Тогда он начал обслуживать региональные футбольные соревнования. Через год — в 1992 году — стал обслуживать Любительский чемпионат Украины по футболу, а с 1994 года начал судить матчи второй лиги.
Через 8 лет Швецов стал обслуживать матчи первой лиги, а уже с 2005 года повысился до уровня Премьер-лиги. В 2008 году получил категорию арбитра ФИФА. В том же году отсудил финал кубка Украины 2008. Показал 5 красных карточек. Также обслуживал финал Кубка в 2011 году. В 2015 году завершил карьеру судьи
Вошёл в список арбитров чемпионата Европы 2012 года как четвертый судья.
Входит в символический клуб Сергея Татуляна.

## Личная жизнь
Хобби — литература, компьютеры.